# Parco marino dell'isola di Lord Howe
Il parco marino dell'isola di Lord Howe è il luogo più meridionale del mondo dove sia sviluppato l'ecosistema della barriera corallina. L'isola è lunga 10 km, larga 2 e comprende una vasta area di barriera corallina lagunare, con 28 isolotti lungo la costa. Nel 1999, le acque all'interno delle tre miglia nautiche dall'isola (465,45 km2) sono state dichiarate parco marino secondo il dettato del decreto NSW Marine Park Act 1997 per proteggere la sua biodiversità marina unica, assegnando la gestione alla New South Wales Marine Parks Authority. Sia l'isola di Lord Howe sia la Balls Pyramid sono comprese nell'area protetta. Le acque comprese tra le 3 e le 12 miglia sono state dichiarate parco marino federale il 21 giugno 2000 (Lord Howe Island Marine Park (Commonwealth waters)), poi sostituito nel novembre 2012 da un nuovo Lord Howe Commonwealth Marine Reserve Entrambe le aree sono a loro volte comprese nella lista dei patrimoni dell'umanità dell'UNESCO.

## Territorio
L'isola di Lord Howe è posta approssimativamente 600 km al largo della costa orientale di Port Macquarie, Nuovo Galles del Sud, Australia (31°33’S, 159°04’E). L'isola è remota, ha un ecosistema marino biologicamente differenziato con un alto grado di endemismo. Il parco marino dell'isola di Lord Howe è stato costituito dopo l'avvenuto riconoscimento della particolare ricchezza della natura, uno straordinario ventaglio di habitat e biodiversità marini, un ricco patrimonio culturale marittimo e l'importanza economica che tutto questo assumeva per la comunità dell'isola, che da questo complessi di particolarità guadagnava riconoscimento nazionale e mondiale. Inoltre, in conseguenza della distanza, della difficoltà di accesso e delle ridotte dimensioni esistono molte minacce alla biodiversità e richiedono una gestione appropriata. Lo status di parco marino aiuta a proteggere la biodiversità marina dalla pressione della pesca e della popolazione.

## Clima
L'isola di Lord Howe ha un clima temperato, con temperature medie dell'acqua intorno ai 25 °C in estate e 18 °C in inverno.
Il clima sull'isola è mitigato dalle correnti oceaniche e dalle temperature tiepide delle acque. L'isola può essere ventosa, particolarmente in inverno e primavera, quando i venti carichi di sale dal sudest e dal nordest soffiano più intensamente.

## Storia

### Creazione del parco marino
Il parco marino è stato decretato il 26 febbraio 1999, nell'ambito della legge Marine Parks Act del 1997, con un piano di zonizzazione avviato il 1 dicembre 2004 per proteggere gli importanti valori naturali e culturali del parco e identificare gli usi sostenibili.
Una quantità di informazioni collaterali, di tipo scientifico, sociale, culturale e economico sono state utilizzate per determinare il piano di zonizzazione. Nell'agosto del 2001 è stato pubblicato e reso disponibile alle osservazioni del pubblico un testo che illustrava le questioni chiave. Nel giugno del 2002, è stato definito un piano di zonizzazione che identificava varie opzioni, incorporando i suggerimenti dell'opinione pubblica, il parere del comitato scientifico del parco marino e le informazioni di rilievo raccolte. Il piano con una proposta finale è stato reso pubblico nel dicembre del 2003 e l'attivazione delle zone del parco marino sono cominciate nel dicembre 2004.

### Sistema di gestione
Gli obiettivi della suddivisione in zone mirano a: 1) conservare la diversità biologica e gli habitat marini; 2) mantenere attivi i processi ecologici; 3) dove sia compatibile con quanto sopra, introdurre un piano sostenibile di sviluppo della pesca e 4) offrire opportunità per l'apprezzamento da parte del pubblico, diffondendo la comprensione e la godibilità.
Il piano di zonizzazione assicura la protezione di importanti valori naturali e culturali nel parco marino, mentre permette l'utilizzazione sostenibile dell'area per il nuoto, il surfing, la pesca sportiva e ricreativa, le attività subacquee, la vela, la navigazione da diporto e la ricerca. Il numero di visitatori è limitato, in modo da poter controllare l'impatto sul parco marino.

## Caratteristiche della biodiversità

### Geomorfologia

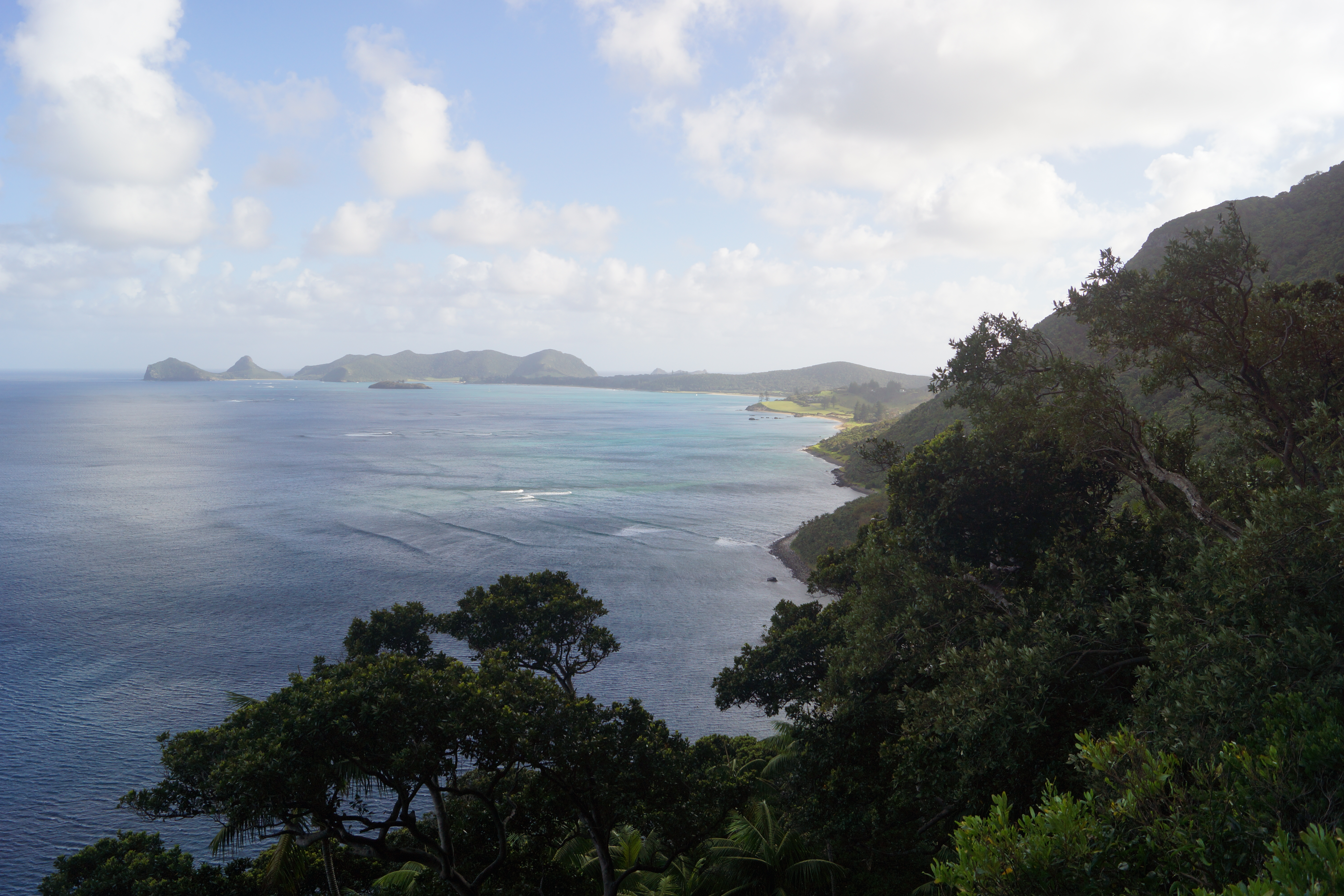
Vista della laguna dell'isola di Lord Howe, parte del parco marino.

L'isola di Lord Howe è ricca di caratteristiche geologiche, geomorfologiche e di geodiversità, molte delle quali si estendono anche al di là dei limiti del parco marino. L'isola è situata al margine meridionale di formazione della barriera corallina, riceve contemporaneamente gli apporti degli ambienti tropicali e temperati. Molto lentamente, con il passare del tempo geologico, l'isola si muove verso nord, trasportata dalla migrazione della placca tettonica australiana alla velocità di 5-6 cm all'anno.
Una roccia bianca sedimentaria chiamata calcarenite è importante localmente all'interno del parco marino perché costituisce le regioni centrali e settentrionali dell'isola e si rileva in vari punti sotto il livello del mare. La calcarenite si forma con la cementificazione delle alghe calcaree, i frammenti di corallo e la sabbia. La datazione ha indicato che la calcarenite si è depositata negli ultimi 350.000 anni, durante il Pleistocene.
La spiaggia e le calcarenite nelle acque basse indicano che il livello del mare era 2-3 metri superiore a quello attuale durante l'ultimo periodo interglaciale 130-70.000 anni fa, Pleistocene). Ci sono limitati reperti che lasciano identificare la posizione della barriera in quell'epoca, sintomo che potrebbe avere occupato la stessa posizione dove si trova adesso o che sia stata in gran parte distrutta una volta emersa quando il livello della acque si è abbassato.
La fringing reef (barriera di tipo marginale) sul lato sopravvento della costa occidentale dell'isola assorbe l'energia delle onde e agisce come un frangiflutti che previene l'erosione da parte delle tempeste che eroderebbero la parte bassa centrale dell'isola. La laguna riparata ospita un certo numero di differenti habitat di barriera, caratterizzati dalla sabbia, dai coralli lagunari, dai letti di ghiaia, le praterie algali e le barriere a macchia.

### Ecologia
La grande importanza per la conservazione dell'isola di Lord Howe e delle sue acque è riconosciuta anche dal fatto che si a stata inclusa nella lista del Patrimonio dell'umanità dell'UNESCO, nel 1982. Tra i motivi che giustificano lo sforzo di preservare questo ambiente, è particolarmente interessante il fatto che il luogo permetta un'unica combinazione di convivenza tra specie tipiche della barriera corallina temperata e tropicale allo stesso tempo, per quanto riguarda sia la fauna, che la flora. Queste specie sono a volte al limite del loro areale, proprio per il fatto che questa barriera corallina si sia sviluppata a latitudini così elevate, rappresentando la punta meridionale estrema per quell'ecosistema.
Il parco marino dell'isola di Lord Howe ospita una grande diversità di alghe marine bentoniche, pesci e invertebrati marini ed è associata a un alto livello di endemismo. L'isola fu scoperta dall'uomo solo nel 1778, di conseguenza la composizione originale della flora e della fauna è rimasta pressoché intatta.

#### Flora
Nel parco marino sono stati identificati tre tipi di comunità di habitat marini: la barriera corallina, i letti di microalghe e la comunità costiere di alto mare. La distribuzione di queste dipende dall'esposizione al moto ondoso. l'arcipelago dell'isola di Lord Howe ospita 305 specie di alghe bentoniche, di cui 47 endemiche. Quindi, circa il 15% delle specie di alghe bentoniche sono endemiche della zona del parco. Inoltre, si trovano nell'area del parco anche due specie di erbe marine non endemiche: la Zostera muelleri subsp capricorni e la Halophila ovalis.

#### Fauna

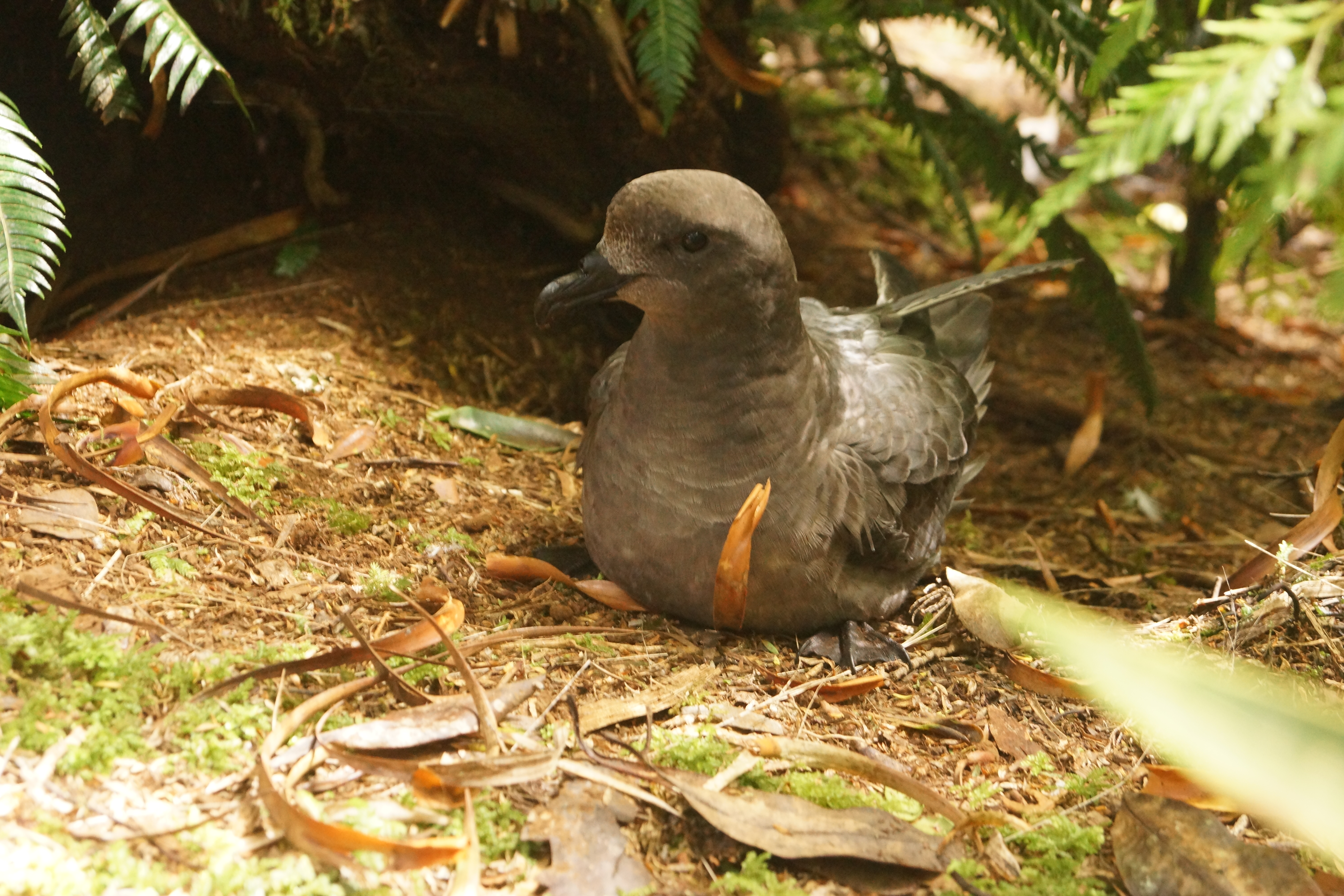
Lo Pterodroma solandri, un uccello marino dell'isola che appare nella lista delle specie vulnerabili riconosciute dalla legge del Nuovo Galles del Sud

La vita marina comprende specie sia temperate sia sub-tropicali, in conseguenza del fatto che l'isola si trova nella zona di influenza della corrente australiana orientale, che scorre verso sud. L'isola gode di una posizione unica che le permette di sostenere una biodiversità eccezionale. Una barriera corallina piuttosto estesa protegge una larga laguna riparata e una spiaggia sabbiosa sulla parte occidentale dell'isola, mentre una barriera corallina a festone sorge appena al di fuori delle spiagge, sulla costa orientale.
Il parco accoglie una grande varietà di specie di pesci nella parte sottocosta, con più di 400 specie registrate. Il 10% delle specie di pesci sono ritenute endemiche, mentre l'8% delle specie di echinodermi sono anch'essi endemici. Una grande varietà di uccelli nidifica e colonizza l'isola, nutrendosi dei banchi di pesce e delle seppie. Questa diversità riflette la mescolanza di specie temperate e tropicali e la gamma di ambienti marini presenti nell'isola.

## Impatto umano, problemi ambientali e minacce
Non è una novità che la biodiversità marina sia sotto la minaccia di un eccessivo sfruttamento e degrado come effetto delle attività umane, l'inquinamento porta a cambiamenti rapidi dell'habitat e poi alla perdita delle specie che lo occupavano. Localmente, si danno per estinte due specie di piante, nove uccelli terrestri, un pipistrello e quattro specie di invertebrati.
Le isole isolate soffrono in maniera ancora più seria a causa delle loro ridotte dimensioni e all'alta percentuale di specie endemiche. Anche minimi cambiamenti indotti dalle attività umane possono risultare decisivi per qualche specie. I processi più minacciosi per il parco marino dell'Isola di Lord Howe sono quelli che derivano dal cambio climatico, e la confusione generata, o addirittura l'ingestione, di rifiuti antropici dispersi nell'ambiente marino.
Il cambio climatico probabilmente determinerà un'alterazione della temperatura superficiale marina, fatto che avrà conseguenze importanti per la riproduzione degli uccelli marini.
C'è stato un significativo aumento delle pressione abitativa nel corso del tempo. Il numero dei visitatori è aumentato significativamente, così come le opzioni di alloggiamento. Tra il 1988 e il 2000, la popolazione dell'isola è cresciuta dl 13%, il numero delle abitazioni del 55% e il numero dei visitatori quasi del 100%.

### La zona del litorale marittimo
L'isola di Lord Howe Island ha 37 km di costa, o battigia, di cui solo otto sono facilmente accessibili. Questi otto chilometri sono quelli che hanno subito l'attacco più grave, dato che la maggior parte della foresta è stata abbattuta sul bordo della spiaggia, rimuovendo quindi il tampone che riduceva l'impatto dei forti venti dominanti che altrimenti colpirebbero direttamente la foresta retrostante.

### La laguna

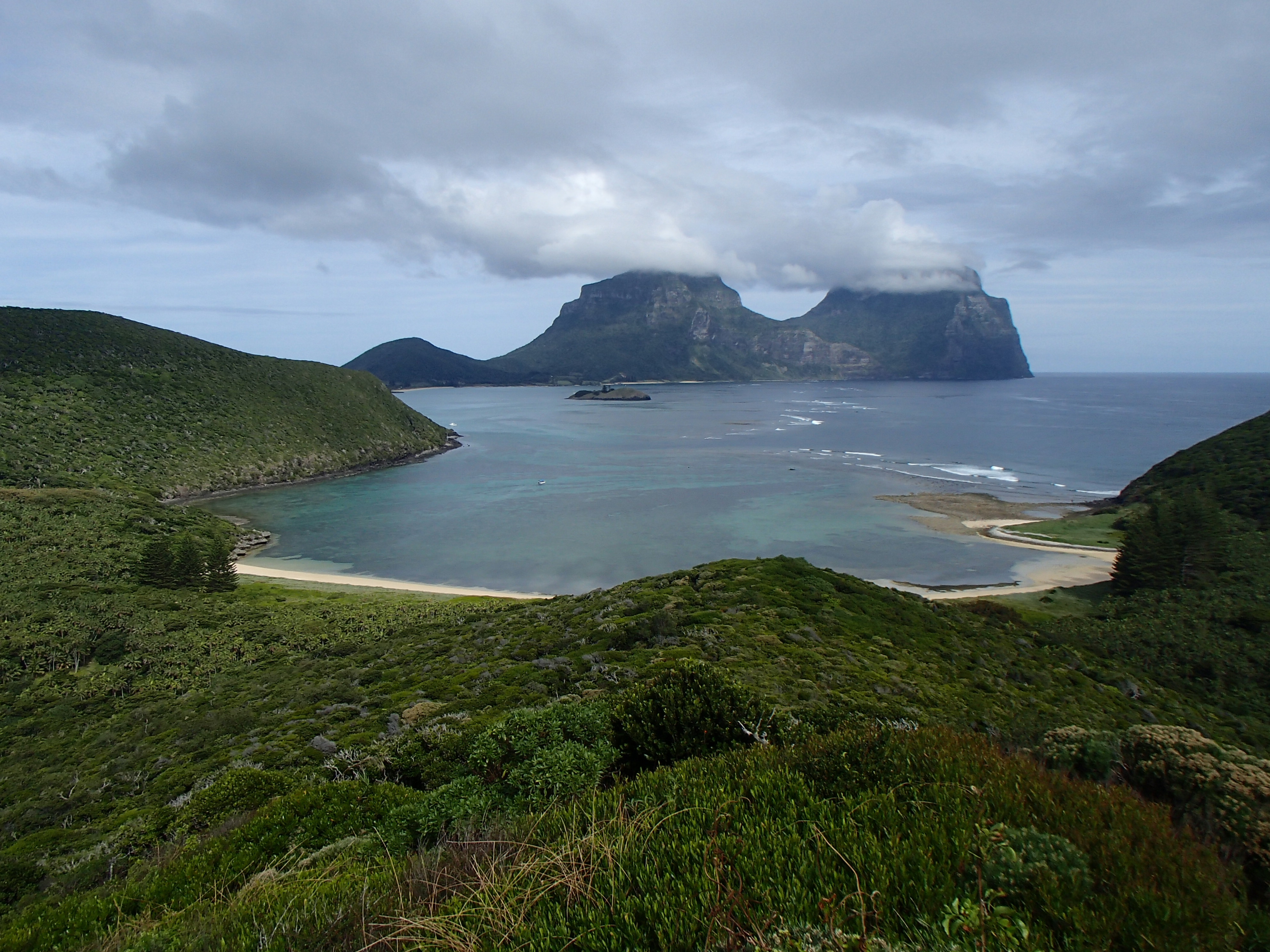
Vista della laguna dal monte Eliza. La laguna costituisce la gran parte del parco marino nell'isola di Lord Howe

La laguna ha sei chilometri di lunghezza e 1,5 km di larghezza e contiene la maggior parte del sistema di barriere coralline dell'isola di Lord Howe, che è stato riconosciuto come quello che contiene valori intrinseci di importanza mondiale. I rischi più evidenti che sono stati identificati per l'ambiente marino sono l'impatto dell'acqua di risalita che invade la laguna dal sottosuolo, i potenziali cambi di torbidità che modificano la trasparenza dell'acqua, l'impatto dagli ancoraggi dentro e fuori della laguna), la sovrapesca delle specie a crescita lenta e gli importanti cambi di temperatura che causano lo sbiancamento dei coralli e la scomparsa di altre specie marine.

## Risultati della gestione
I parchi marini sono ora largamente invocati come uno strumento per conservare la biodiversità, gestire la sovrapesca e ridurre l'impatto dell'uomo sulla biodiversità in genere. In altre località, le aree protette come per esempio le riserve marine, sono state riconosciute come un facilitatore dell'inversione di tendenza e dell'aumento della densità delle specie, della biodiversità, dell'incremento del numero delle specie e della loro biomassa e risultato riproduttivo. Il caso è simile per il parco marino dell'isola di Lord Howe.
L'habitat delle specie è comunemente utilizzato come componente di maggior importanza nella progettazione dei parchi marini: proteggendo un maggior numero di habitat, indirettamente saranno protette le specie che ci vivono, e quindi si spera di ottenere un effettivo risultato in termine di aumento della biodiversità marina. E questo è l'obiettivo del parco marino dell'isola di Lord Howe.
Le zone di esclusione totale sono state identificate come uno dei motivi di successo nella protezione delle specie-chiave e della biomassa, anche se per altri dati - come l'aumento delle colonie intertidali di alghe macroscopiche - richiederanno un periodo di osservazione più esteso.
Dagli studi emergono dati positivi e negativi, a seguito dell'introduzione del parco marino, ma i successi continuano a essere più significativi che gli impatti negativi, fino a quando si raggiungerà un equilibrio nell'ecosistema marino, che può richiedere anche 20 anni per realizzarsi.